# Aeroportul Internațional Libreville
Aeroportul Internațional Libreville (IATA: LBV, ICAO: FOOL) este un aeroport din Provincia Estuaire, Gabon ce deservește zona Libreville. Aeroportul a fost tranzitat în 2017 de 690.224 de pasageri. A fost numit după zona deservită.
Situat la o altitudine de 12 m, aeroportul dispune de 1 pistă.

## Infrastructură

### Piste
Aeroportul dispune de o singură pistă. Pista 16/34 are suprafața de asfalt și dimensiunile 3.000 m × 45 m. 